# Інтерлагус (район Сан-Паулу)
Інтрелагус (порт. Interlagos) — район міста Сан-Паулу, розташований в окрузі Сідаді-Дутра на півдні міста. Назва району походить від порт. inter lagos — «між озерами» і виникла через його розташування між водосховищами Гуарапіранга і Біллінгс. Район дуже відомий через розташування тут Автодрому Жозе Карлуса Пачі (раніше Інтрелагус), де проводиться Гран-прі Бразилії Формули 1.